# Aedes luteocephalus
Aedes luteocephalus é uma espécie de mosquito pertencente ao continente africano, parente do mosquito Aedes aegypti.